# 卡尔·施密特
卡爾·施密特（1888年7月11日—1985年4月7日）是20世紀德國的著名法學家及政治思想家。他的思想對當代法律及政治學產生了重大影響，亦於該等範疇內提出了許多重要概念，例如決斷論、制度性保障、實質法治國及法律與主權的關係。可是，施密特同時也是納粹主義的一名忠實信徒及積極參與者，導致其思想、論述受到廣泛的質疑及爭議。

## 生平
施密特於1888年生於威斯特法伦省一個新教的小鎮普萊滕貝格中的天主教家庭。1907年，施米特以優異成績被柏林大学法學系錄取，後來轉學到慕尼黑大學，最後在斯特拉斯堡大學完成學業。1910年，施米特在弗里茨·范·卡克的指導下完成博士論文《論罪責與罪責模式》（Über Schuld und Schuldarten）。1916年，施米特以《國家的價值與個人的意義》（Der Wert des Staates und die Bedeutung des Einzelnen）一文取得教授資格論文，並於同年與塞爾維亞女子帕芙拉·多蘿蒂克（Pawla Dorotic）結婚。
1919年，魏瑪共和國元年，他接受慕尼黑高等商業專科學校聘請，擔任該校的教師。施米特與著名社會學家馬克斯·韋伯曾有所來往，其著作《羅馬大公主義與政治形式》（Römischer Katholizismus und politische Form）係受韋伯之《新教倫理與資本主義精神》之影響而寫就。除此之外，施米特受韋伯的影響非常大。這表現在施米特對主權概念的社會學分析上，這種「概念社會學（Soziologie von Begriffen）」上的研究導致施米特寫作《政治神學：主權學說四論》（Politische Theologie. Vier Kapitel zur Lehre von der Souveränität）一文；本文最初發表在《馬克斯·韋伯紀念論文集》（Erinnerungsgabe für Max Weber）第二卷之上，後獨立成冊並有所增補。施米特後來對法學思維模式的區分（規範論、決斷論、具體秩序論），也明顯受到韋伯「理念型」方法的啓發。在從事法學研究之餘，施米特亦對其他學術領域之研究有所資助，如於1932年支持政治哲學學者施特勞斯前往英國從事霍布斯研究。
施米特最初的研究是從對法實踐（Rechtspraxis）的探討出發。在寫作《國家的價值與個人的意義》時，施米特便已意識到國家在法實踐上所扮演的角色。在此理解前提下，施米特著手研究過去法學無法清楚說明的主權概念，1921年的《論專政》（Die Diktatur）便是此時期的產物，《政治神學》則是對主權概念的進一步闡明。同年，他到波昂大學任教。1924年，施米特於耶拿舉辦的德意志國家法教師協會（VVDStRL）年會發表《帝國憲法第四十八條下的帝國總統專政》（Die Diktatur des Reichspräsidenten nach Art. 48 der Reichsverfassung）。施米特認為，帝國總統應當成為「憲法守護者（Hütter der Verfassung）」，對威脅國家的敵人採取鎮壓措施以保護憲法。納粹黨正是這樣的敵人，並在1930年代聲勢日益壯大。面對欲推翻國家的革命勢力，施米特認為要麼選擇參加革命，要麼反革命，亦即對國家敵人的果斷鎮壓。而自由主義的議會制正想以商討、辯論在沒有中立地帶的絕對敵對關係中逃避決斷。因此施米特在1926年以《當今議會制的思想史狀況》一文批判議會制對政治決斷的逃避。1927年，施米特出版了他最着名的著作《政治的概念》 (The Concept of the Political）的第一版，他在书中明确指出所有真正的政治都基于朋友与敌人之间区别的观点。1932年，施米特發表《合法性與正當性》（Legalität und Legitimität），駁斥公共輿論對納粹「合法革命」的無能防禦。然而，希特勒終於1933年1月30日就任帝國總理，施米特對此大表沮喪。
1933年，施米特受聘到科隆大學任教。出於諸多策略性的考量，施米特於同年加入纳粹黨，並登記為第2,098,860號黨員。對施米特之作為大為不滿的流亡人士，譏諷他為「官方法學家（Kronjurist）」。然而，施米特從來不是正統的納粹黨同路人，其對官方的生物學的種族主義論調也大為不屑。施米特研究者本恩·律特斯如此評論施米特的政治態度：「1932年的施米特根本不是希特勒或國家社會主義的崇拜者。但在那動蕩混亂的局勢下，他是個反議會主義、反民主主義、反自由主義的人士。（Schmitt war 1932 sicher kein Anhänger Hitlers oder des Nationalsozialismus. Aber er war – vom Milieu in der Wolle gefärbt – antiparlamentarisch, antidemokratisch und antiliberal.）」
施米特於1933年後所發表的著作如《國家、運動、人民：政治統一體的三個肢體》（Staat, Bewegung, Volk. Die Dreigliederung der politischen Einheit），似乎是為納粹統治提供理論上依據。然而究其實際，施米特反而欲從理論上提高國家的地位去限制納粹黨的政治運動，而這正與官方的口號「黨指揮國家（Die Partei befiehlt dem Staat）」相反。
尽管施米特在希特勒上台之前还没有成为納粹主義的支持者。1933年至1936年間，施米特因受戈林提拔而擔任普魯士政府成員，並享有眾多學術職位，包括著名的《德意志法學家報》（Deutsche Juristen-Zeitung）主編一職。之后他改为站在纳粹的立场，很快在法律界获得了影响力的地位，而被人们视为民族社会主义的「法学家」，并致力于捍卫希特勒对反納粹人士的法外处决以及对犹太人的種族清洗。1936年後，施密特因其在納粹執政前後態度之轉變、及其入黨甚晚的事實而漸受部份黨政高層質疑，且受到親衛隊機關報《黑衣軍團》的攻擊。在戈林的斡旋下，施米特終保其性命，卻付出了失去所有官職的代價。在纳粹德國后期，施米特的工作主要集中在對国际法以及納粹主義擴張的學術研究，他認為国际法於二十世紀向自由主义的转变将是破坏稳定和合法的国际法律秩序的条件。施密特在国际法基础上所做的理论工作最终写成《歐洲公法中之國際法的大地之法》（Der Nomos der Erde im Völkerrecht des Jus Publicum Europaeum）。
二戰結束後，施米特因其於納粹治下的學術參與被盟軍逮捕並移送至1947年的紐倫堡國際軍事法庭應訊，最後未被起訴而獲開釋。紐倫堡審讯也影响了他在纳粹时期所书写的著作，直到1950年代才得獲出版。施米特之後因拒絕與西德政府去納粹化政策妥協，而被永久剝奪正式任教之權利，甚至連申請成為「德國國家法學者協會」的會員也被拒絕，最後回到了故鄉過着四十年之久的半隱居生活。縱然如此，施米特仍持續著書立說，對西德公眾輿論以及歐洲右翼知識精英發揮其影響力。
1985年4月7日，施密特逝世於其故鄉普勒騰貝格並就地安葬，其墓誌銘是一句希臘文，是他對自己一生的蓋棺論定：“ΚΑΙ ΝΟΜΟΝ ΕΓΝΩ”（他通曉律法）。

## 思想

### 決斷論
決斷論（Dezisionismus）是施米特的公法學理論中的一個重要概念，其理論之發展來自對法規範及其實踐間之斷裂的思考，並在之後推展至對霍布斯《利維坦》與歐洲國家理論之研究上。霍布斯之「權威，而非真理制定法」(“Auctoritas non veritas facit legem.”)一言經常為施米特所引述以表彰其決斷論意涵。在《憲法學說》(Verfassungslehre)中，施米特重申西哀士的「民族制憲權」學說，認為一個政治共同體的存在狀態是由其人民（Nation）全體所做出的政治性決斷。這種決斷所產生的結果就是一個政治共同體的政治秩序，即絕對的憲法(Verfassung)，而非相對的「憲法法」(或稱「憲律」,Verfassungsgesetz)。

### 政治神學
|  | 現代國家學說的所有重要概念都是世俗化了的神學概念。 （Alle prägnanten Begriffe der modernen Staatslehre sind säkularisierte theologische Begriffe. - Politische Theologie） |

### 國民法治國憲法
近代的法治國（Rechtsstaat）——施米特對它作嚴格界定：資產階級的「國民法治國（bürgerlicher Rechtstaat）」——為十九世紀德國國家法學說中之主要思想。國民法治國的理念原型起源於十七至十八世紀德國市民階層逐漸壯大的時期，後由德國法學家罗伯特·冯·莫尔於其行政法著作中確立。如同理性、自由的法（Recht）相對於自然、強制之強力（Macht），法治國乃相對於絕對主義的強權國家（Machtsstaat）。施米特主張，近代法治國的本質為市民階層、資產階級的法治國。國民法治國憲法具備兩個基本要素，即對國民的基本權利的保障以及對政府機構的權力分立的規定；這兩個要素為德國資產階級在對抗君主的鬥爭中發展出來，並成為現代多數國民法治國國家的內涵。

### 敵我區分與政治性
施米特所理解的政治是：政治，是敵對人群的永恆鬥爭；因為敵對性定義了政治活動，政治不可能有公共論述的過程以及公共責任的歸屬問題。在這樣的過程中，作為民粹煽動家的政治人物在上演無止盡的權力爭奪戲碼，召喚競技場觀眾席上的觀眾拉黨結派鼓譟亢奮。然而，真正的政治決定早已在觀眾看不到的角落裡達成，這中間當然有資本集團及其他有力者的上下縱橫；人民被歌頌，卻是這個權力遊戲中最無力的角色，作為「大眾裝飾」而已。這可以說是施米特的準法西斯主義政治觀。
施米特對議會制不抱任何幻想，他說：「議會制度造成了使人們的希望徹底破滅的狀況：公眾事務變成了黨派及其追隨者分贓和妥協的對象；政治完全不是精英的事業，倒成了一個可疑的階層從事的可恥勾當。」

## 著作年表

### 論文
- 1912，《法律與裁判：法實踐問題研究》（Gesetz und Urteil. Eine Untersuchung zum Problem der Rechtspraxis）
- 1913，《叔本華之外在於他的哲學體系的法哲學》（Schopenhauers Rechtsphilosophie außerhalb seines philosophischen Systems）
- 1914，《國家的價值與個人的意義》（Der Wert des Staates und die Bedeutung des Einzelnen）
- 1917/8，《法與權力》（Recht und Macht）
- 1925，《作為國際政治客體的萊因蘭》（Die Rheinlande als Objekt internationaler Politik）
- 1926，《法官的獨立性、私有財產的保障、法律面前的平等》（Unabhängigkeit der Richter, Gewährleistung des  Privateigentums, Gleichheit vor dem Gesetz）
- 1931，《轉向總體國家》（Die Wendung zum totalen Staat）
- 1933，《作為民族社會主義法之基礎概念的領袖制》（Führertum als Grundbegriff des nationalsozialistischen Rechts）
- 1934，《領袖守護法律》（Der Führer schützt das Recht）
- 1935，《法治國概念爭論的意義為何？》（Was bedeutet der Streit um den Rechtsstaat?）
- 1935，《論憲法史的新使命》（Über die neuen Aufgaben der Verfassungsgeschichte）
- 1937，《霍布斯和笛卡爾思想中作為機械裝置的國家》（Der Staat als Mechanismus bei Hobbes und Descartes）
- 1943/44，《歐洲法學的境況》（Die Lage der europäischen Rechtswissenschaft）
- 1965，《完成了的宗教改革》（Die vollendete Reformation）
- 1967，《價值的僭政》（Die Tyrannei der Werte）
- 1967，《作為政治思想家的克勞塞維茨》（Clausewitz als politischer Denker: Bemerkungen und Hinweise）

### 專著
- 1910，《論罪責與罪責模式：一個術語學上的研究》（Über Schuld und Schuldarten. Eine terminologische Untersuchung）
- 1916，《迪奧多爾·多伯勒的〈北極光〉：三論其詩作的要素、精神和現實性》（Theodor Däublers ‚Nordlicht': Drei Studien über die Elemente, den Geist und die Aktualität des Werkes）
- 1917/8，《教會的可見性：一個經院學的思考》（Die Sichtbarkeit der Kirche: Eine scholastische Erwagung）
- 1919，《政治的浪漫派》（Politische Romantik）
- 1921，《論專政：從現代主權思維的肇興到無產者的階級鬥爭》（Die Diktatur. Von den Anfängen des modernen Souveränitätsgedankens bis zum proletarischen Klassenkampf）
- 1922，《政治神学：主權學說四論》（Politische Theologie. Vier Kapitel zur Lehre von der Souveränität）

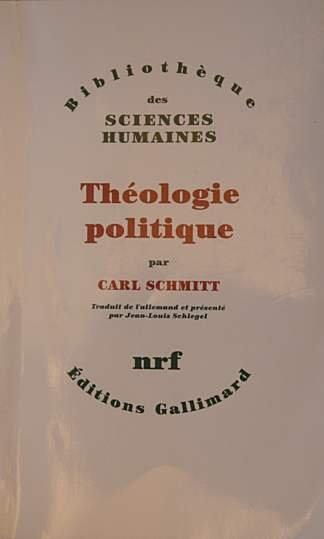
《政治神學》法文版書影

- 1923，《羅馬大公主義與政治形式》（Römischer Katholizismus und politische Form）
- 1926，《當今議會制的思想史狀況》（Die geistesgeschichtliche Lage des heutigen Parlamentarismus）
- 1927，《政治的概念》（Der Begriff des Politischen）
- 1928，《憲法學說》（Verfassungslehre）
- 1930，《胡果·普羅伊斯之國家概念與其在德意志法理論上的地位》（Hugo Preuß. Sein Staatsbegriff und seine Stellung in der dt. Rechtslehre）
- 1931，《憲法的守護者》（Der Hüter der Verfassung）
- 1932，《合法性與正當性》（Legalität und Legitimität）
- 1933，《國家、運動、人民：政治統一體的三個肢體》（Staat, Bewegung, Volk. Die Dreigliederung der politischen Einheit）
- 1934，《國家架構與第二帝國的崩潰：市民對士兵的勝利》（Staatsgefuge und Zusammenbruch des zweiten Reiches - Der Sieg des Burgers uber den Soldaten）
- 1934，《論法學思維的三種模式》（Über die drei Arten des rechtswissenschaftlichen Denkens）
- 1938，《托馬斯‧霍布斯國家學說中的利維坦：一個政治符號的意義和失敗》（Der Leviathan in der Staatslehre des Thomas Hobbes. Sinn und Fehlschlag eines politischen Symbols）
- 1939，《國際法之大空間秩序與外部空間權力的禁止干涉》（Völkerrechtliche Großraumordnung und Interventionsverbot für raumfremde Mächte. Ein Beitrag zum Reichsbegriff im Völkerrecht）
- 1940，《與魏瑪、日内瓦、凡爾赛鬥爭中之立場與概念：1923-1939年》（Positionen und Begriffe im Kampf mit Weimar – Genf – Versailles 1923 – 1939）
- 1942，《陸地與海洋：一個世界史的觀察》（Land und Meer. Eine weltgeschichtliche Betrachtung）
- 1948，《從囹圄獲救》（Ex Captivitate Salus）
- 1950，《歐洲公法中之國際法的大地之法》（Der Nomos der Erde im Völkerrecht des Jus Publicum Europaeum）
- 1950，《四論整個歐洲對柯特的解釋》（Donoso Cortes in gesamteuropaischer Interpretation: Vier Aufsatze）
- 1956，《哈姆雷特或者赫庫芭：遊戲中之時間突入》（Hamlet oder Hekuba - Der Einbruch der Zeit in das Spiel）
- 1958，《憲法法文集：1924-1954年》（Verfassungsrechtliche Aufsätze aus den Jahren 1924 – 1954）
- 1963，《游擊隊理論：政治的概念附識》（Theorie des Partisanen. Zwischenbemerkung zum Begriff des Politischen）
- 1970，《政治神學續篇：取消所有政治神學的傳說》（Politische Theologie II. Die Legende von der Erledigung jeder Politischen Theologie）

## 有關施米特之著作

### 紐倫堡大審時期文獻
- 2000，《紐倫堡的回答》（Antworten in Nurnberg），Helmut Quaritsch 編

### 書信集
- 1995，《與門生的書信》（Briefwechsel Mit Einem Seiner Schüler），Armin Mohler, Piet Tommissen, Irmgard Huhn 編
- 1999，《雲格爾-施米特書信集，1930-1983》（Ernst Junger - Carl Schmitt Briefe 1930-1983），Helmut Kiesel 編
- 2004，《施米特-德歐爾斯：書信集》（Carl Schmitt -  Álvaro d'Ors: Briefwelchsel），Montserrat Herrero 編
- 2007，《1971-1978年書信集》（Briefwelchsel 1971-1978），Alexander Schmitz 編
- 2010，《「在公法的險途上」：施米特-斯門德書信集，1921-1961》（"Auf der gefahrenvollen Straße des öffentlichen Rechts": Briefwechsel Carl Schmitt - Rudolf Smend 1921 - 1961），Reinhard Mehring 編

### 日記
- 1991，《語匯：1947－1951年筆記》（Glossarium: Aufzeichnungen der Jahre 1947-1951），Eberhard Freiherr von Medem 編
- 2003，《卡爾‧施米特：日記》（Carl Schmitt: Tagebücher），Ernst Hüsmert 編
- 2010，《卡爾‧施米特：1930-1934年日記》（Carl Schmitt: Tagebücher 1930 bis 1934），Wolfgang Schuller 編

### 傳記
- 1983，《卡爾·施米特-帝國的理論家》（Carl Schmitt, Theorist for the Reich），Joseph W. Bendersky
- 1993，《卡爾·施米特傳》（Carl Schmitt. Eine Biographie），Paul Noack
- 2009，《卡爾·施米特傳-興與衰》（Carl Schmitt – Aufstieg und Fall. Eine Biographie.），Reinhard Mehring

### 論文集
- 1988，《對立複合體：論卡爾·施米特》（Complexio Oppositorum. über Carl Schmitt），Helmut Quaritsch 編
- 1995，《國家-大空間-法》（Staat – Großraum – Nomos），Günter Maschke 編
- 2005，《和平或和平主義？》（Frieden oder Pazifismus? Arbeiten zum Völkerrecht und zur internationalen Politik 1924-1978），Günter Maschke 編
- 2007，《決斷論的國家：國際論辯中的卡爾·施米特》（Der Staat des Dezisionismus: Carl Schmitt in der internationalen Debatte），Rüdiger Voigt 編
- 2007，《施米特與政治的現代性》（Carl Schmitt and the Modernity of Politics），劉小楓 編
- 2008，《施米特與政治法學》（Carl Schmitt and the Jurisprudence as Politics），劉小楓 編

### 研究書
- 1981，《政治的新浪漫主義：卡爾·史密特政治哲學之研究》，吳庚
- 1983，《作為政治理論的政治神學》（Politische Theologie als politische Theorie），José María Beneyto
- 1989，《例外的挑戰》（The Challenge of the Exception），George Schwab
- 1990，《第三帝國下的卡爾·施米特》（Carl Schmitt im Dritten Reich），Bernd Rüthers
- 1994，《攔阻者：論卡爾·施米特對時代的基要性批判》（Der Katechon: Zu Carl Schmitts fundamentalistischer Kritik der Zeit），Günter Meuter
- 1995，《卡爾·施米特的論斷與概念》（Positionen und Begriffe Carl Schmitts），Helmut Quaritsch
- 1995，《正當性對抗合法性》（Legitimität gegen Legalität），Hasso Hofmann
- 1996，《卡爾·施米特與關於攔阻者的學說》（Carl Schmitt und die Lehre vom Katechon），Felix Grossheutschi
- 2001，《政治性的自主性：卡爾·施米特與列寧的政治現實主義》（The Autonomy of the Political: Carl Schmitt's and Lenin's Political Realism），Eckard Bolsinger
- 2003，《危險的心靈：戰後歐洲思潮中的卡爾·施米特》（A Dangerous Mind: Carl Schmitt in Post-War European Thought），Jan-Werner Müller

## 評論
- 普林斯頓大學教授揚-維爾納·米勒（Jan-Werner Müller）著有《危險的心靈：戰後歐洲思潮中的卡爾·施米特》（A Dangerous Mind: Carl Schmitt in Post-War European Thought）一書，對二戰後，施米特其人及其思想之影響予以評論。
- 海因里希·邁爾（Heinrich Meier）曾評論施米特及哲學學者列奧·施特勞斯思想間之關聯，主張施米特及施特勞斯間存在所謂的「隱匿對話」：政治神學與政治哲學的緊張關係。

## 外部連結
- 張旭東：〈施米特的挑戰——讀《議會民主制的危機》〉 （页面存档备份，存于）（2005）
- 劉擎：〈施米特的幽靈〉 （页面存档备份，存于）（2010）
- 張旺山：〈史密特的決斷論 （页面存档备份，存于）〉。
- 社團法人卡爾·施米特學會 （页面存档备份，存于）
- 揚-維爾納·米勒：《危險的心靈》引言